# Kumamoto

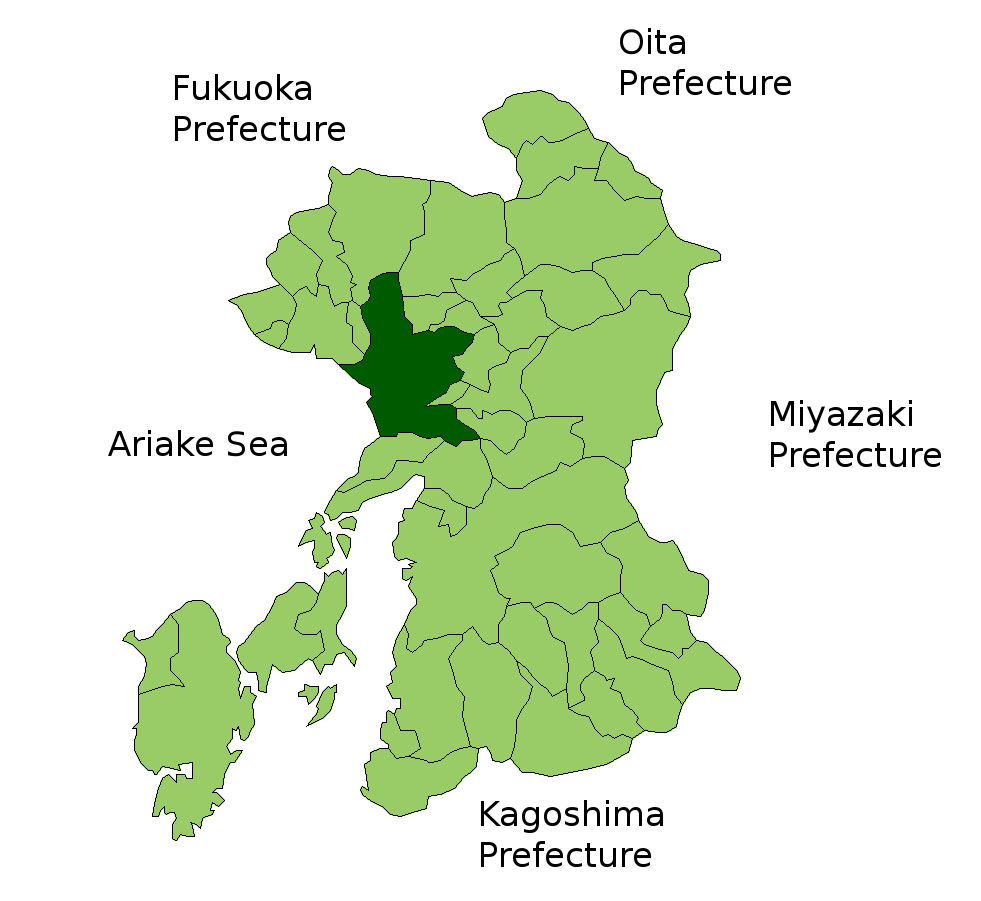

Kumamoto (熊本市 Kumamoto-shi?) este un municipiu din Japonia, centrul administrativ al prefecturii Kumamoto.

## Personalități născute aici
- Yoichi Doi (n. 1973), fotbalist.